# Lergue
Die Lergue ist ein Fluss im Süden Frankreichs, der im Département Hérault in der Region Okzitanien verläuft. Sie entspringt auf dem Causse du Larzac, im Gemeindegebiet von Romiguières, entwässert generell Richtung  Südost bis Süd, umfließt nordöstlich den Stausee Lac du Salagou und mündet nach rund 45 Kilometern im Gemeindegebiet von Pouzols als rechter Nebenfluss in den Hérault.

## Orte am Fluss
(Reihenfolge in Fließrichtung)
- Saint-Félix-de-l’Héras
- Pégairolles-de-l’Escalette
- Soubès
- Lodève
- Ceyras
- Brignac